# Караханлы (Товузский район)
Караханлы или Гараханлы (азерб. Qaraxanlı) — село в Товузском районе Азербайджана. Находится в 7 км от центра города Товуз и в 400 км от столицы Баку.

## История
Первое упоминание села Караханлы в переписи населения относится к 1848 году, в то время в селе проживало 71 дымов 432 человек, все — азербайджанцы, по вероисповеданию мусульмане-шииты.
По данным 1886 года, в селе Караханлы Казахского уезда Елизаветпольской губернии Российской империи в 99 дымов проживало 906 человек все - азербайджанцы ( Ред. Татары) , по вероисповеданию мусульмане-шииты. 
Село ранее находилось на берегу реки Кура, на нынешнее место переселено в 1930-е годы во время Советской коллективизации
На верхней части села ближе к городу Товуз находилась немецкая колония "Траузенфельд" с 1823 по 1941 годы тут проживали немцы и во время Великой Отечественной войны немецкая население села было депортировано в Казахстан. Но от них на данный момент сохранилось Христианская кладбище и дома немецкой архитектуры.
В советское время село была в составе Хатынлинского сельского совета ,по данным 1979 года в селе проживало 2199 человек в основном азербайджанцы.
В селе находилось мечеть, на прежнем месте села сохранилось старое кладбище XVII—XIX веков.

## Население
Население села 4322 человек (2020 год).
В селе проживает в основном азербайджанцы около 90% а также 10% русские , татары , украинцы , евреи и таты.

## Экономика
В недавнем прошлом в селе Караханлы были широко распространены большие виноградники.  Несмотря на то, что эти поля были вырублены из-за равнодушия и недальновидности, новые виноградники высаживаются.

## Известные уроженцы
- Мазахир Панахов, председатель Центральной избирательной комиссии Азербайджана
- Мусеиб Мусеибов, геолог
- Ильгам Рагимов, азербайджанский и российский учёный, бизнесмен
- Нариман Ширинов, врач
- Тейяр Рустамов, Герой социалистического труда, директор колхоза им. Кирова, коневод

## Факты
Деревню посещал президент Российской Федерации Владимир Путин в 1970-х годах, когда он ещё был студентом.